# Carlos Osoro Sierra
Dom Carlos Osoro Sierra (Castañeda, Cantábria, 16 de maio de 1945) é um cardeal espanhol, arcebispo emérito de Madri.

## Biografia
Osoro Sierra nasceu em Castañeda, diocese e província de Santander. Filho mais velho de Carlos Osoro, eletricista, e Elisa Sierra.
Estudou Pedagogia na Escola Normal e lecionou por um ano em Santander. Depois ingressou no Seminário para Vocações Tardias "Colegio Mayor El Salvador" em Salamanca, onde estudou Filosofia e Teologia na Pontifícia Universidade daquela cidade, obtendo a licenciatura em ambas as disciplinas. Na Universidade Complutense, obteve o diploma em Educação de Adultos.

### Sacerdócio
Foi ordenado padre em Santander, em 29 de julho de 1973, e incardinado na diocese de Santander. Membro da equipe sacerdotal para a pastoral juvenil da Paróquia da Assunção de Torrelavega; diretor da "Casa de los Muchachos" e professor da "Escola Universitária de Formação de Professores 'Sagrados Corações'" de 1973 a 1975; secretário-geral para a pastoral da diocese de Santander; delegado episcopal para as Vocações e Seminários e para o apostolado laical; vigário para a pastoral de 1975 a 1996; vigário-geral da diocese de Santander de 1976 a 1994; reitor do seminário diocesano de Monte Corbán de 1977 a 1996; presidente do capítulo da catedral de 1994 a 1996. Por fim, diretor do "Centro Asociado del Instituto Internacional de Teología a Distancia" e diretor do "Instituto Superior de Ciencias Religiosas San Agustín" em 1996.

### Episcopado
Eleito bispo de Ourense, em 27 de dezembro de 1996, pelo Papa João Paulo II. Consagrado em 22 de fevereiro de 1997, na catedral de Orense, pelo Arcebispo Lajos Kada, núncio na Espanha, coadjuvado por Julián Barrio Barrio, arcebispo de Santiago de Compostela, e por José Diéguez Reboredo, bispo de Tui-Vigo. Seu lema episcopal é Per Christum et cum ipso et in ipso.
Promovido à Sé Metropolitana de Oviedo em 7 de janeiro de 2002. De setembro de 2006 a setembro de 2007 foi administrador apostólico da diocese de Santander. Transferido para a Sé Metropolitana de Valência em 8 de janeiro de 2009, pelo Papa Bento XVI. Vice-presidente da Conferência Episcopal Espanhola de março de 2014 a 14 de março de 2017; na Conferência, foi presidente da Comissão para o Clero de 1999 a 2005; e presidente da Comissão Episcopal para o Apostolado; e membro do Comitê Executivo de 2005 a 2011. Transferido para a sede metropolitana de Madri em 28 de agosto de 2014. Fez sua entrada solene na arquidiocese em 25 de outubro de 2014. Participou da 14ª Assembleia Geral Ordinária do Sínodo dos Bispos sobre "A vocação e a missão da família na Igreja e no mundo contemporâneo", de 4 a 25 de outubro de 2015. Em 9 de junho de 2016, foi nomeado Ordinário para os fiéis católicos de rito oriental residentes na Espanha.
Em 2010, foi condecorado Grã-Cruz da Justiça da Sagrada Ordem Militar Constantiniana de São Jorge, pelo Infante Carlos, Duque da Calábria.

### Cardinalato
Em 9 de outubro de 2016, durante o Angelus, o Papa Francisco anunciou a sua criação como cardeal no Consistório Ordinário Público de 2016. Em 19 de dezembro, recebeu o anel cardinalício, o barrete e o título de cardeal-presbítero de Santa Maria em Trastevere. Tomou posse do título no sábado, 25 de fevereiro de 2017. Em 23 de dezembro de 2017, o Papa o nomeou membro da Congregação para a Educação Católica. Em 6 de agosto de 2019, o Papa o nomeou membro da Congregação para as Igrejas Orientais. Em 3 de março de 2020, foi eleito vice-presidente da Conferência Episcopal Espanhola para o quadriênio 2020-2024. Foi nomeado membro da Pontifícia Comissão para a América Latina, em 10 de março de 2021. Em 2021, foi o enviado papal especial para a celebração do 150º aniversário da diocese de Santo Agostinho, Flórida, programada para 10 de outubro de 2021, durante a qual ocorreu a cerimônia de coroação da imagem de Nossa Senhora do Leite e do Bom Parto.
Teve a sua renúncia a Arcebispo de Madrid aceita em 12 de junho de 2023, sendo nomeado seu sucessor, o bispo auxiliar José Cobo Cano 